# Majak
55°44′N 60°54′Ø / 55.733°N 60.900°Ø
Majak (russisk: Maяк) er et russisk anlæg for plutoniumproduktion og oparbejdning af radioaktivt affald. Anlægget ligger ved den lukkede by Ozjorsk i den østlige ende af Uralbjergene, 100 km syd for Jekaterinburg, 60 km nordvest for Tjeljabinsk og cirka 1300 km direkte øst for Moskva. I 1987 var der i alt syv militære kernereaktorer som forarbejdede plutonium på anlægget. I dag er mindst to af disse stadig i brug til oparbejdning af civile og militære radionuklider.

## Historie
Teknikken til at producere kernevåben blev først udviklet under Manhattanprojektet i USA og plutonium blev for første gang forarbejdet i reaktorer ved Hanford-anlægget (Site W) i Washington. Eftersom teknikken var helt ny, forstod man endnu ikke konsekvenserne af forarbejdningen og store områder blev kontamineret med radioaktive isotoper. Ingen af disse forarbejdningsfaciliteter kunne dog måle sig med Majak i skødesløshed.
Efter 2. verdenskrig var Sovjetunionen ca. tre år efter USA i udviklingen af kernevåben. For indhente vestmagterne tog man få hensyn og hverken sikkerhed eller miljø fik lov at stå i vejen for udviklingen af den nye teknik. I jagten efter hurtige resultater udvikledes meget enkle teknikker for affaldshåndtering. De første reaktorer i Majak anvendte derfor et åbent kølesystem. Det åbne kølesystem indebar at vand fra floden Tetja i nærheden blev pumpet direkte ind i reaktorerne for at køle dem og det kontaminerede flodvand blev derefter pumpet urenset tilbage i floden. Mellem 1949 og 1956 blev i alt 73,6 milliarder kubikmeter højradioaktiv vand ledt tilbage i floden. Vandet havde en radioaktivitet på over 2,75 MCi svarende til over 100 PBq. Strålingsniveauet fra radionukliderne som dumpedes i floden beregnes til at være 20 gange højere end det som forårsagedes ved Tjernobylulykken. En undersøgelse fra 1992 afslørede at baggrundsstrålingen langs flodens bredder var 100 gange højere end ved en normal flod.
I 1951 opdagede man at radioaktivitet var trængt ud i de arktiske vande nord for Rusland og de sovjetiske myndigheder satte da restriktioner på at anvende flodvandet til fiskeri og drikkevand. I stedet valgte man at dumpe det flydende affald i forskellige reservoirer og søer, mest kendt af disse er Karatjajsøen. Tanken var at søen skulle anvendes som en midlertidig lagerplads indtil en permanent lagerplads kunne etableres. Mellem 1951 og 1953 dumpede man yderst radioaktivt materiale i søen. Derefter fortsatte man i de efterfølgende to årtier med at dumpe middelradioaktivt materiale og lavradioaktivt materiale.

## Høje årsdoser
Håndteringen af radioaktive nuklider var yderst lemfældig på Majak og personalet blev udsat for ekstremt høje strålingsdoser. Middelårsdosis for ansatte ved "værk A" var 936 mSv i 1949, og i perioden 1950-1951 lå mere end 30% af arbejderne på en årsdosis over 1 Sv. Til sammenligning er 50 mSv den højeste tilladte årsdosis i Sverige for personer som arbejder med nuklear stråling.

## Ulykker

### Kysjtym-ulykken
Den mest kendte episode ved Majak indtrak 29. september 1957, ved den hemmelige by Ozjorsk. Både Majak og Ozjorsk var på dette tidspunkt betegnet som hemmelige byer og fremgik derfor ikke på noget kort. Ulykken blev derfor på kendt som "Kysjtym-ulykken", hvor en tank med højradioaktivt affald eksploderede og resulterede i en massiv kontaminering af lokalområdet.

### Ulykken i 1968
I december 1968, eksperimenterede man med forskellige plutoniumforædlingsteknikker. Her skete der en ulykke med et af forsøgene og anlægget blev evakueret. Efter evakueringen vendte to højerestående medarbejdere tilbage til anlægget hvor de skulle undersøge uheldet. Da de kom ind i rummet hvor uheldet var sket, kom de uforvarende til at forårsage en ny og større ulykke, hvor den ene blev bestrålet med en dødelig mængde radioaktiv stråling.

### Forhøjet strålingsniveau i 2017
Unormalt høje strålingsniveauer blev rapporteret i området i november 2017, men strålingsniveauet har efter sigende været unormalt højt i op til to måneder tidligere.